# Gelduba

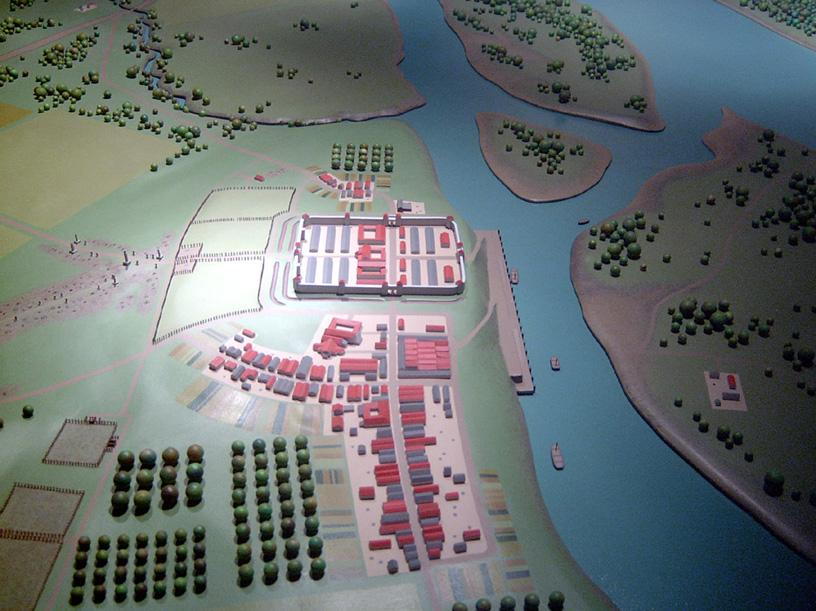
Een maquette van castellum Gelduba

Gelduba was een Romeins castellum in de provincie Neder-Germanië, gelegen in de hedendaags wijk Gellep-Stratum in het zuidoosten van de Duitse stad Krefeld aan de Rijn, waar tijdens de Bataafse Opstand hevig slag is geleverd.

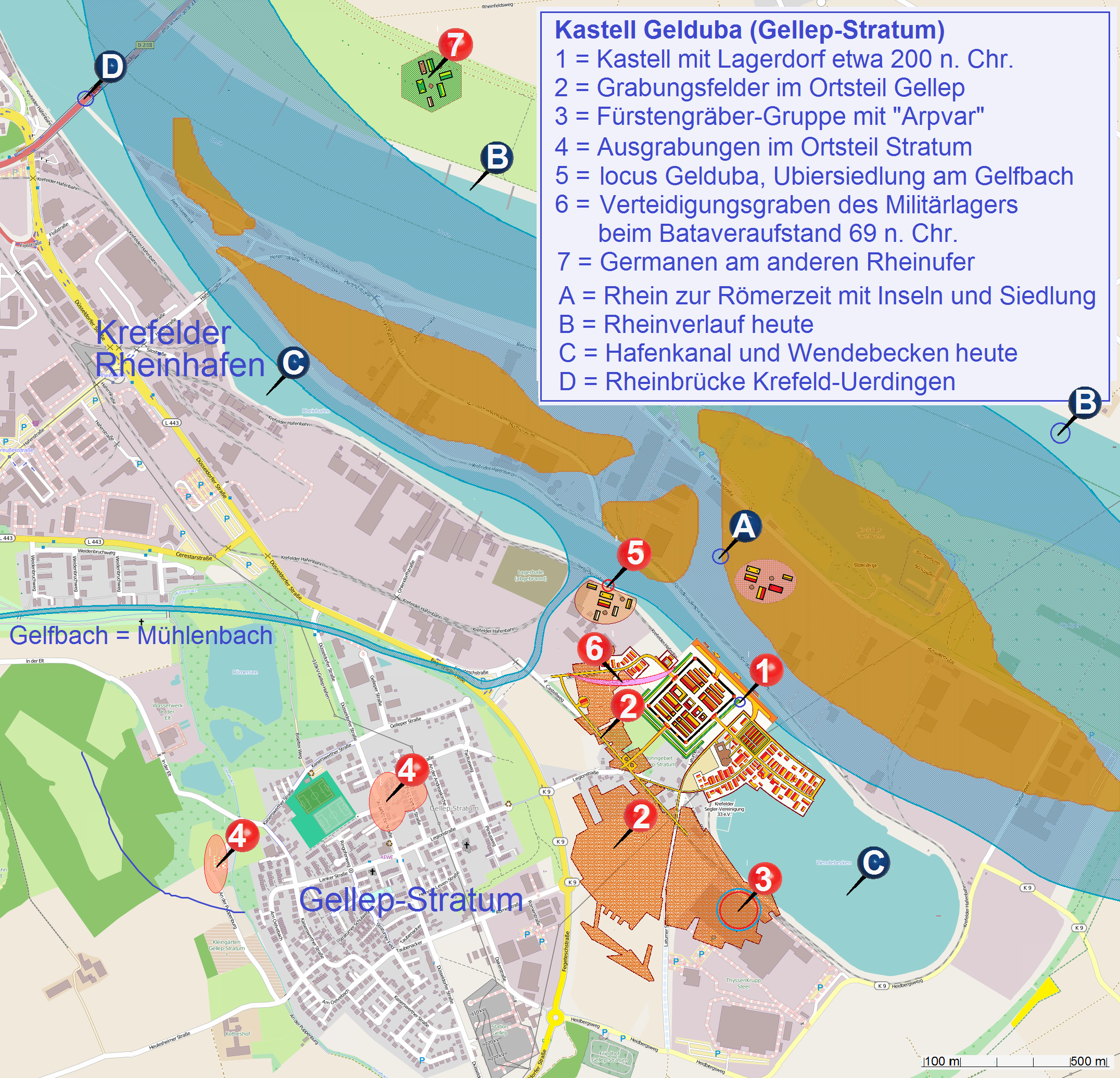
De ligging van het fort Gelduba

## Ligging
Het castellum lag aan de Linner Muhlenbach, een in een oude loop van de Rijn uitmondende beek. Het fort lag op een overstromingsvrij terras van deze oude Rijnloop.

## Castellum Gelduba
Het castellum Gelduba werd waarschijnlijk door Nero Claudius Drusus tussen 12 en 9 v. Chr. gesticht bij het Ubische dorp Gelduba. Het was oorspronkelijk een middelgroot legerkamp voor hulptroepen (auxilia), maar werd in de loop van de tijd fors uitgebreid.

### Slag bij Gelduba
Tijdens de Bataafse Opstand van 69-70 veroverde en verwoeste Julius Civilis meerdere grensforten. Commandant Vocula verzamelde 12.000 legioenssoldaten in Gelduba, ter voorbereiding op het ontzet van Colonia Ulpia Traiana. Julius Civilus viel daarop het fort aan: het nabijgelegen dorp werd verwoest maar het fort kon standhouden.
De verliezen van de Romeinen waren echter groot. Omdat het ondoenlijk was alle gedode paarden netjes te cremeren, werden ze begraven – en bijna 2000 jaar later werden door archeologen ongeveer 40 menselijke- en paardenskeletten gevonden.

### Na de Bataafse Opstand
Nadat de opstand was neergeslagen ontstonden twee nieuwe nederzettingen (canabae) ten noorden en zuiden van het fort. In de 2e en 3e eeuw huisvestte Gelduba de cohors II Varcinorum equitata, een cavalerie-eenheid. Rond 260 werd Gelduba door de Franken verwoest en weer herbouwd als Frankisch kasteel, dat in de 5e eeuw met een ringmuur werd versterkt.

## Opgravingen
Castellum Gelduba is de best bewaarde Romeinse versterking ten noorden van de Alpen en werd in de eeuwen daarna niet bebouwd. Bij de opgravingen werden resten van een marktplaats, een tempel en een metaalbewerkingscentrum gevonden. Men ontdekte dat de Romeinse glasblaaskunst aan de Franken werd doorgegeven, de kunst van het Romeinse gestempeld aardewerk (terra sigillata) ging daarentegen in de 5e eeuw verloren. De Duitse archeoloog Albert Steeger ontdekte in 1936 een Romeins-Frankische begraafplaats waar sindsdien meer dan 6500 graven werden gevonden. De vondsten zijn heden in Museum Burg Linn te Krefeld te bezichtigen.
Gelduba werd in opsommingen van Romeinse castella altijd tussen Novaesium (Neuss) en Asciburgium (Asberg) genoemd. Tot in de 18e eeuw meende men dat Gelduba in Geldern gezocht moest worden. De Kleefse geschiedkundige Teschenmacher ontdekte dat Gelduba het dorpje Gellep moest zijn, dat later deel uit ging maken van de stad Krefeld.

## Werelderfgoed
De Nederlandse en Duitse regering hebben de Neder-Germaanse limes voorgedragen voor de kandidatenlijst voor het werelderfgoed als uitbreiding op de delen in Duitsland en Engeland. Op 9 januari 2020 is het nominatiedossier aan de UNESCO aangeboden, met daarin de meest complete en best bewaarde vindplaatsen uit de Romeinse tijd. 
Op 4 juni is een positief advies uitgebracht door ICOMOS.
Naast de rol in de slag bij Gelduba wordt het belang van het gebied wordt als volgt omschreven:
Met de latere bouw van het fort begin jaren 70 op de plaats van het voormalige slagveld, werd een belangrijke mijlpaal bereikt in de ontwikkeling van de Neder-Germaanse limes. Dit proces van ontwikkeling ging door toen het fort in de laat-Romeinse tijd werd herbouwd en speelde een belangrijke rol in het laat-Romeinse riviergrens-systeem.
Recent archeobotanisch en geologisch onderzoek toont aan dat het fort aan een actieve arm van de Rijn lag, waardoor het hele jaar door een bevaarbare waterstand werd gegarandeerd.

## Foto's

Romeinse vondsten uit Gelduba in het Burg Linn Museum Center
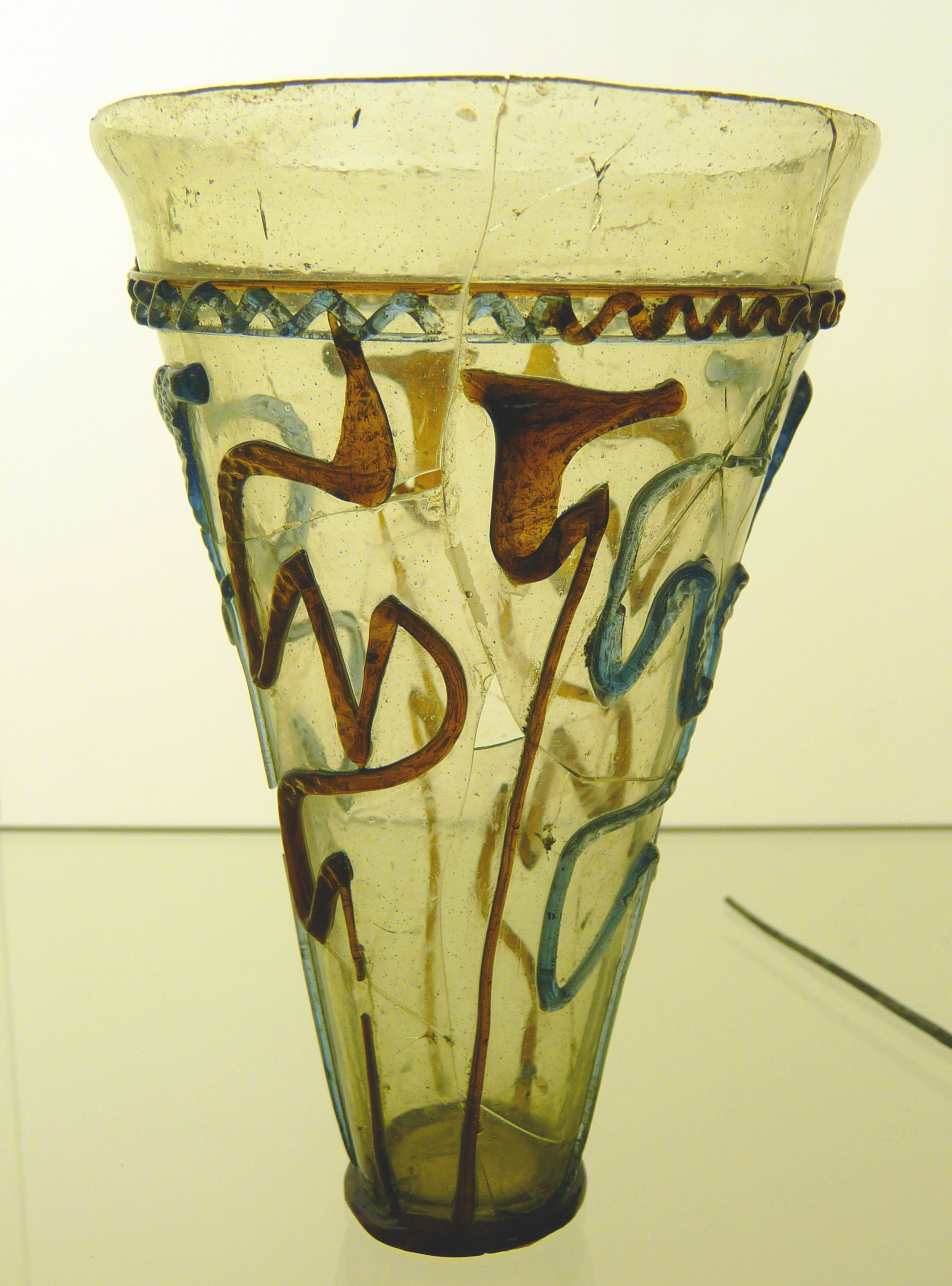
Glazen beker met slangendraaddecoratie uit de inventaris van graf 4756 (eind 4e eeuw)
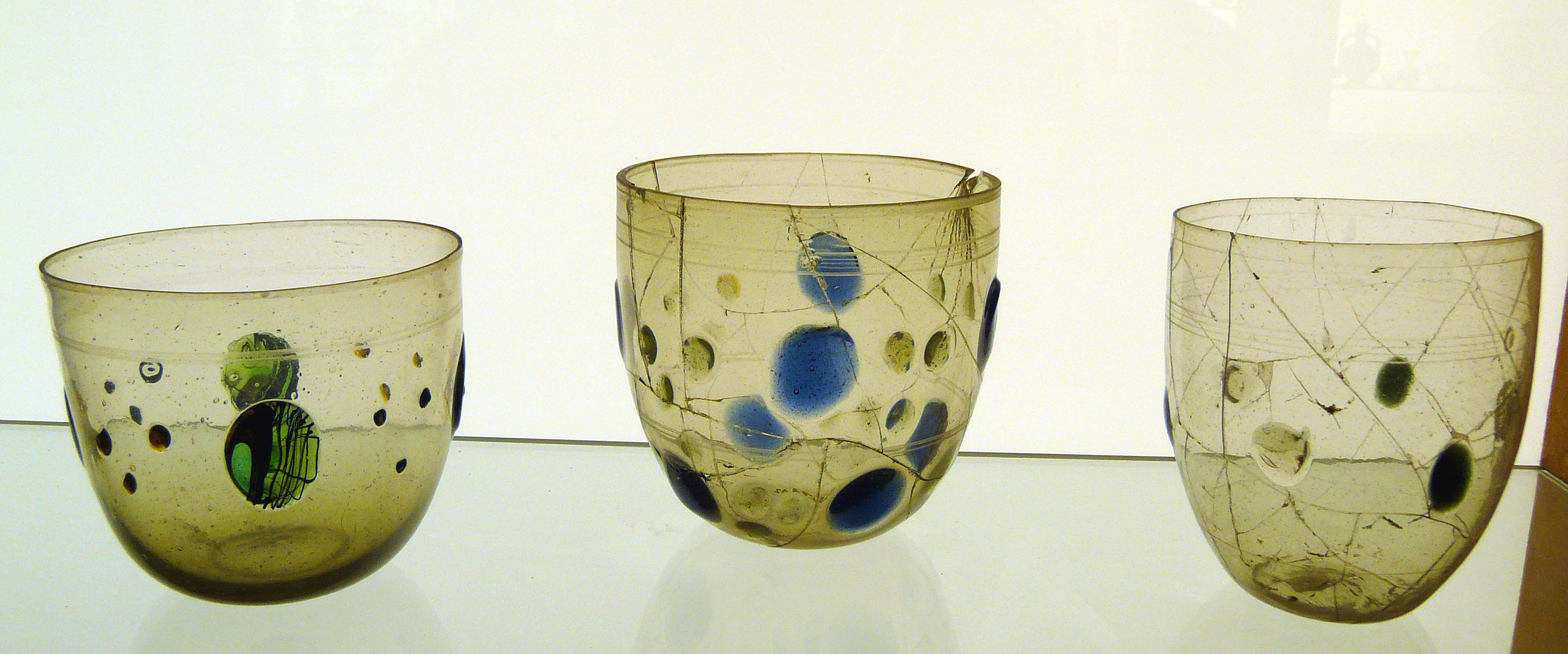
Bril met aangehechte gekleurde noppen (4e eeuw)
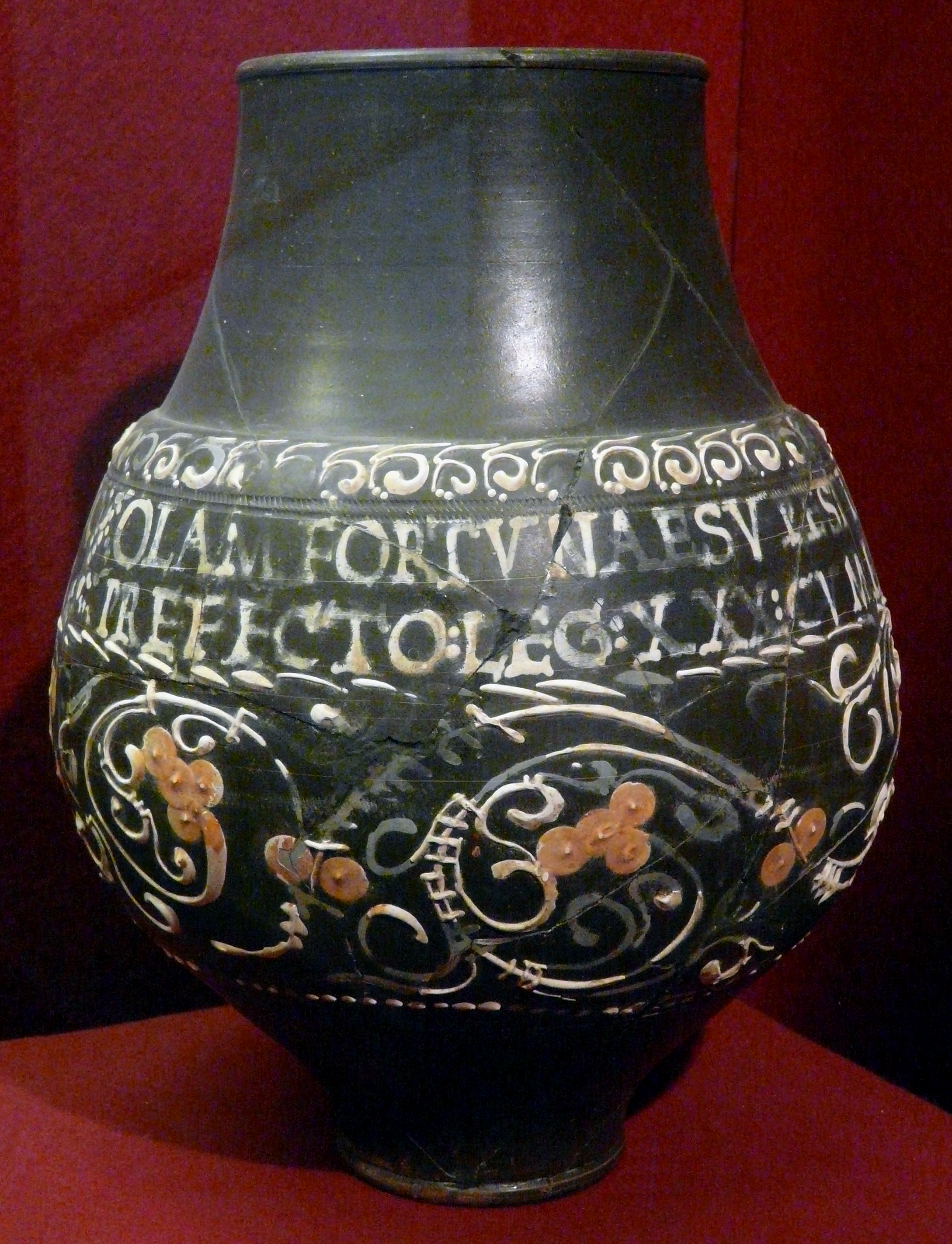
Engobe keramiek ( Trier Spruchbecher ) uit de inventaris van graf 5555 (eind 3e eeuw)
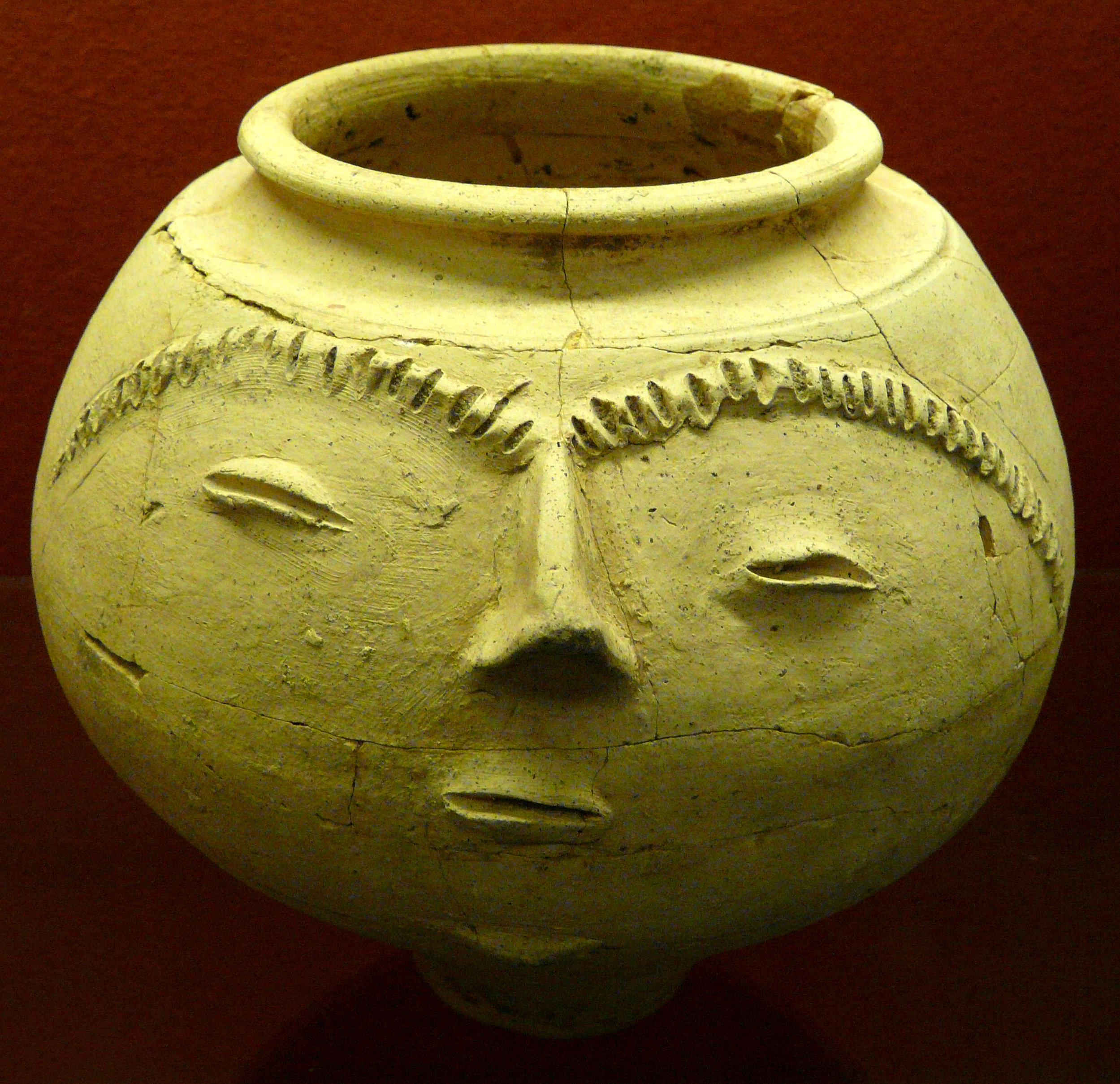
Gezichtsurn (4e eeuw) van graf 4237
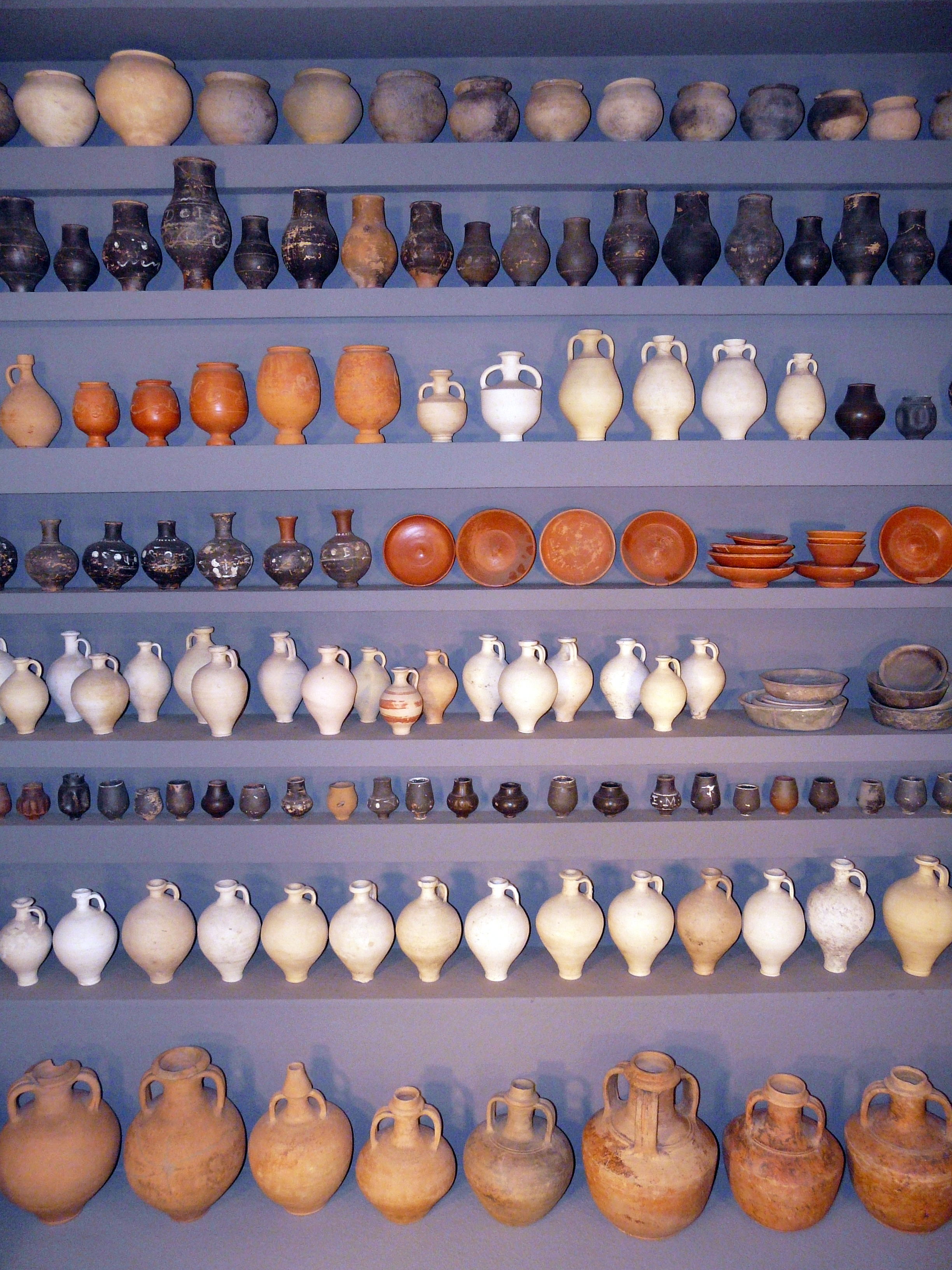
Divers keramiek uit Gelduba
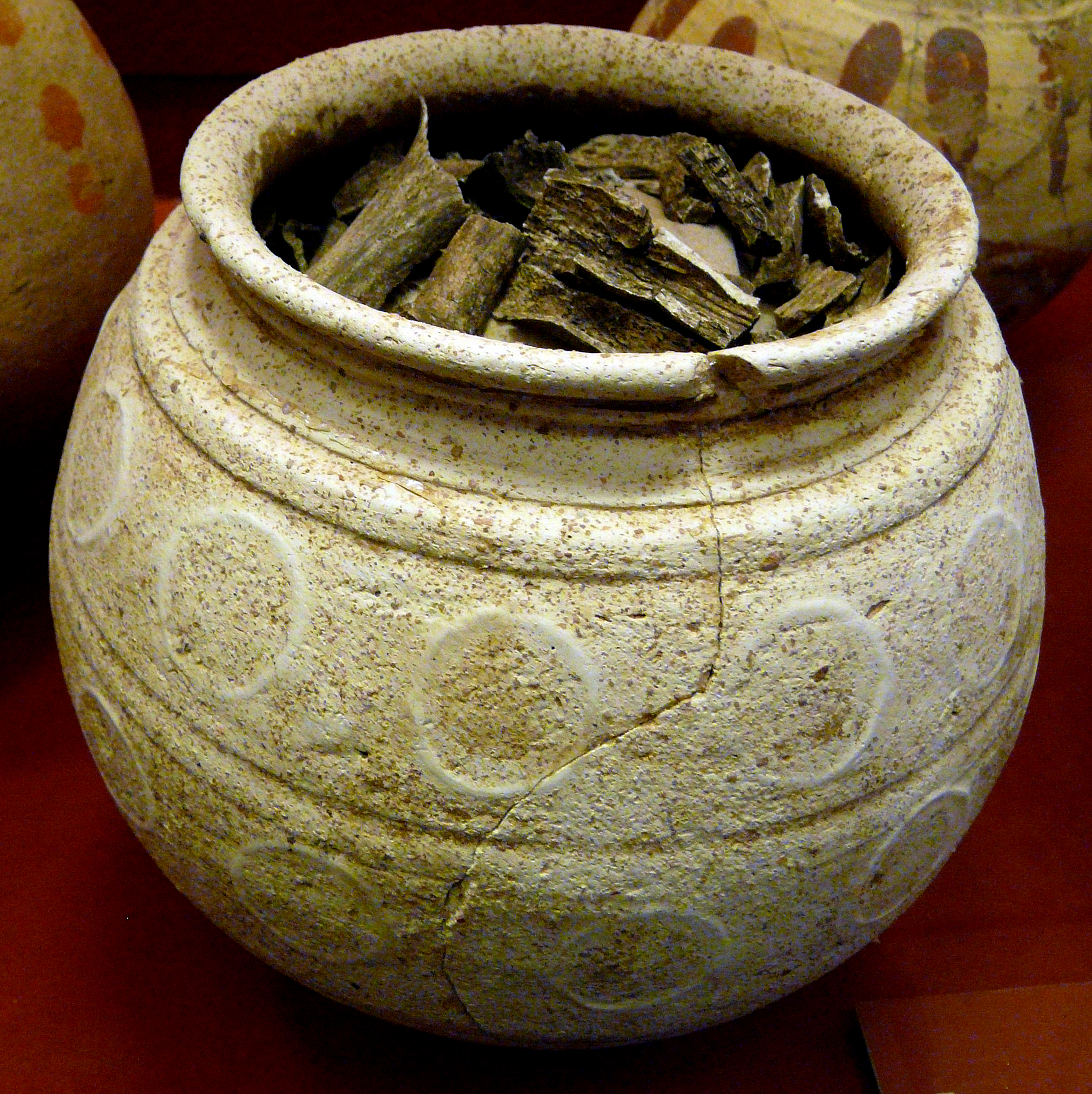
Urn met lijkverbranding
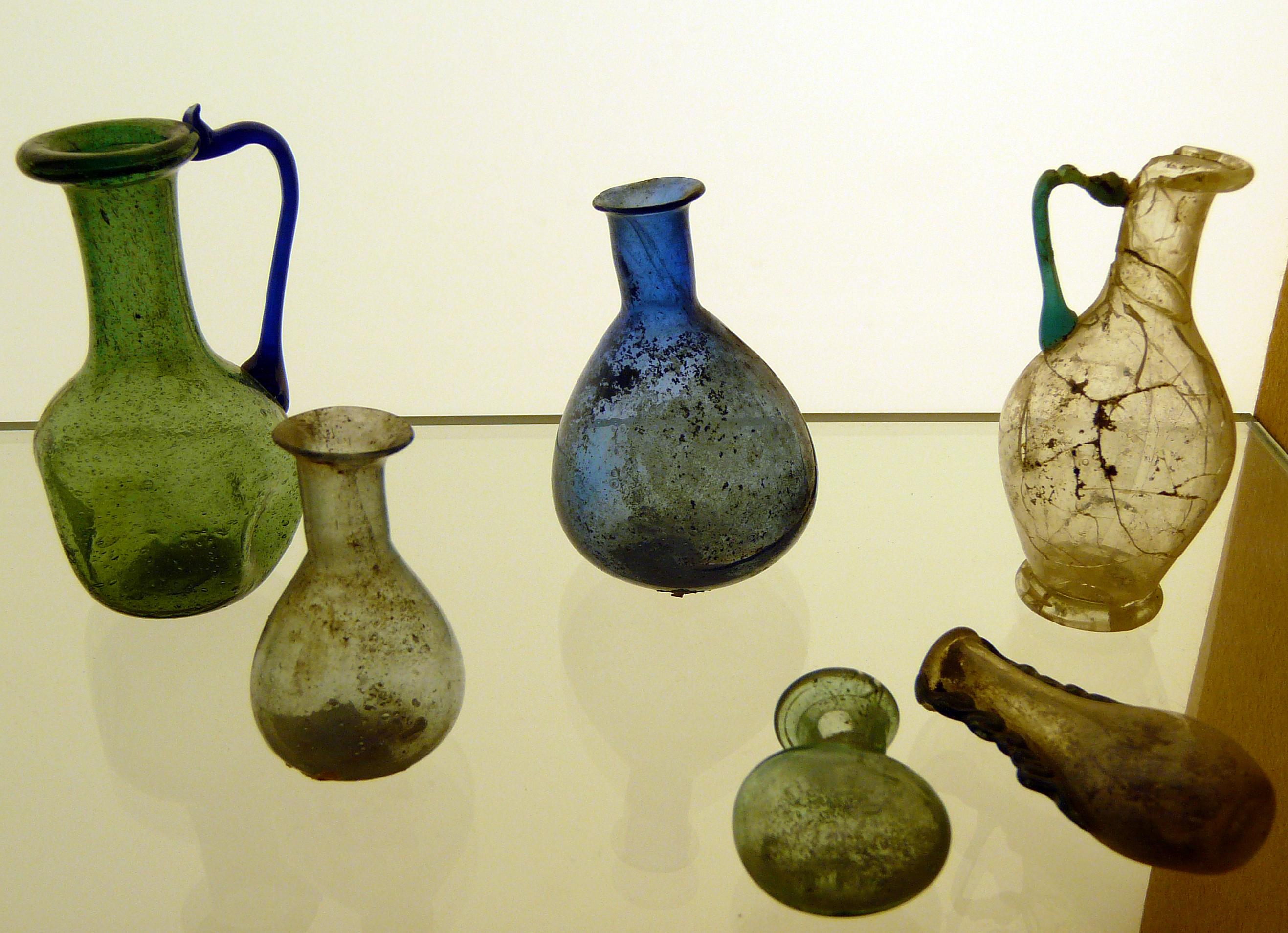
Miniatuurflesjes voor cosmetica en medicijnen (1e eeuw)
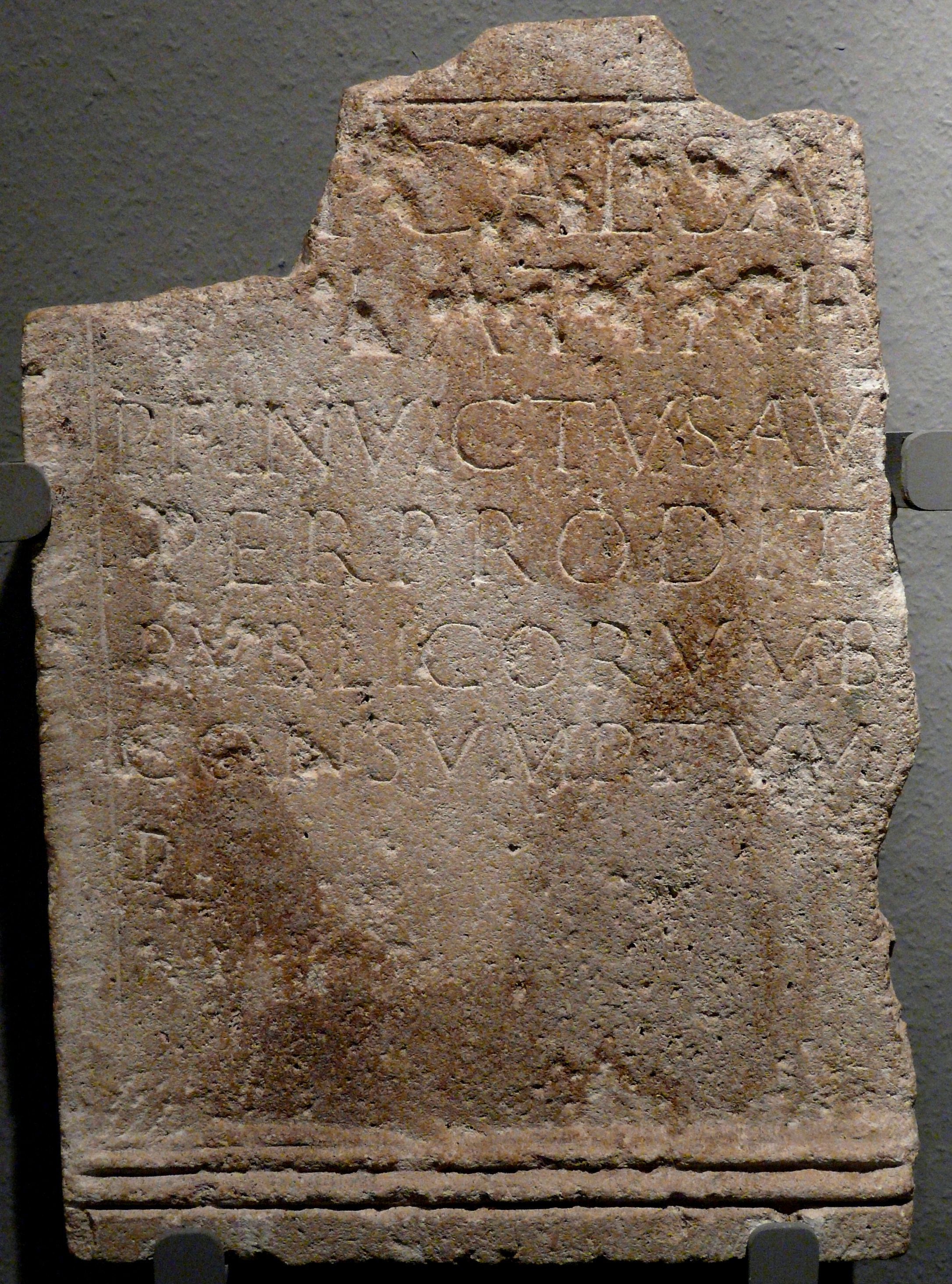
Grafsteen